# لونیگ
لونیگ (به آلمانی: Lonnig) یک شهر در آلمان است که در ماین-کبلنتس واقع شده‌است. لونیگ ۱٬۱۹۰ نفر جمعیت دارد.